# Thelypteris laete-strigosa
Thelypteris laete-strigosa là một loài dương xỉ trong họ Thelypteridaceae. Loài này được K.Iwats. in H.Hara mô tả khoa học đầu tiên năm 1966.
Danh pháp khoa học của loài này chưa được làm sáng tỏ. 